# فلاکرو
فلاکرو (به لاتین: Falakro) یک کوه در یونان است که در Drama Regional Unit واقع شده‌است. فلاکرو ۲٬۲۳۲ متر بالاتر از سطح دریا واقع شده‌است.